# Дэвис, Джуди-Джой
Джу́дит Джой Дэ́вис (англ. Judith Joy Davies; 5 июня 1928, Мельбурн — 27 марта 2016, там же) — австралийская пловчиха, специализировавшаяся на плавании на спине и плавании вольным стилем. Выступала за национальную сборную Австралии в середине 1940-х — начале 1950-х годов, участница двух летних Олимпийских игр, обладательница бронзовой медали Олимпийских игр в Лондоне, трёхкратная чемпионка Игр Британской империи, многократная победительница и призёрка первенств национального значения. Также известна как спортивная журналистка.

## Биография
Джудит Дэвис родилась 5 июня 1928 года в Мельбурне. Занявшись плаванием, проходила подготовку в одном из спортивных клубов штата Квинсленд.
Впервые заявила о себе вскоре после окончания Второй мировой войны, в частности в 1946 году впервые стала чемпионкой Австралии в плавании на спине. Благодаря череде удачных выступлений в возрасте двадцати лет вошла в основной состав австралийской национальной сборной и удостоилась права защищать честь страны на летних Олимпийских играх 1948 года в Лондоне. Стартовала в стометровом плавании на спине, сумела пробиться в финал и в решающем заезде показала третий результат, завоевав тем самым бронзовую олимпийскую медаль — её обошли только датчанка Карен Харуп и американка Сьюзан Циммерман, ставшие первой и второй соответственно.
После лондонской Олимпиады Дэвис осталась в основном составе плавательной команды Австралии и продолжила принимать участие в крупнейших международных соревнованиях. Так, в 1950 году она в очередной раз выиграла австралийское национальное первенство и побывала на Играх Британской империи в новозеландском Окленде, откуда привезла сразу три награды золотого достоинства, выигранные в трёх разных дисциплинах: плавание на 110 ярдов на спине, эстафета 4 × 110 ярдов вольным стилем, эстафета 3 × 110 ярдов комплексным плаванием. Также выступала здесь в плавании на 440 ярдов вольным стилем, но заняла лишь пятое место, остановившись в шаге от призовых позиций.
Находясь в числе лидеров австралийской национальной сборной, Джуди-Джой Дэвис благополучно прошла отбор на Олимпийские игры 1952 года в Хельсинки. На сей раз стартовала в плавании на 400 метров вольным стилем и сумела дойти только до стадии полуфиналов. Вскоре по окончании этих соревнований приняла решение завершить карьеру профессиональной спортсменки, уступив место в сборной молодым австралийским пловчихам.
Завершив спортивную карьеру, занялась журналистской деятельностью. Работала спортивным обозревателем в мельбурнских газетах The Argus и The Sun-News Pictorial, в качестве журналистки побывала на девяти Олимпиадах. В 2011 году введена в Зал славы спорта Австралии.
Умерла 27 марта 2016 года в возрасте 87 лет.